# 徐明旭
徐明旭（1947年—），生於上海，旅居美國華人學者，關注西藏問題，專注批評西藏流亡政府和西方對西藏的報導。

## 背景
徐明旭父親曾在國民政府當過兩年文職小吏，因而在中國共產黨上台後被迫害致死。徐明旭也因此在文革中被打成「黑五類」，先被派往貴州偏遠地方的小工廠打鐵，1971年下獄，幾乎死於獄中。
1978年，徐明旭考上杭州大學中國現代文學研究生。1979年發表中篇小說《調動》，揭露中共基層官員腐敗。次年，鄧小平發起文藝批評運動，重點批評五篇小說為五大「毒草」，其中包括這篇小說。徐明旭也因此被拒在原校任教，改為發配西藏。
1979年，徐明旭完成以批評大陸腐敗現象為內容的小說《調動》，該作品被主動翻譯成法文和日文。
徐明旭在西藏擔任《西藏文學》編輯，留在西藏四年。在這四年間親身體會藏人的文化、宗教、社會等，用漢語（徐明旭自稱不懂藏文）跟當地人獲得第一手資料。1986年﹐因為不適應高原環境，患上高山症，申請調回上海。
1990年徐明旭到達美國，看到美國社會主流和華文媒體全盤接受達賴喇嘛和流亡藏人對西藏的報道和評論後，認為外界沒有客觀地分析事實。於是，他決定向西方社會說明跟達賴喇嘛和流亡藏人在西藏問題上不同的觀點。為此他參與交流會，與支持達賴喇嘛的學者人士辯論，又發表文章著作，以自身經歷和部分美國藏學家的研究等，反駁他認為錯誤的西藏資訊。他自言，對西藏立場是不親共產黨，不親達賴喇嘛，只重視事實。
1995年在位於美國普林斯頓的智庫「當代中國研究中心」研究與發展委員會的民族領域擔任協調人。

## 對西藏流亡政府的批評
他指摘達賴喇嘛聲言的中共殺害一百二十萬藏人，與達賴喇嘛自己公佈的西藏人口統計自相矛盾，亦批評支持達賴喇嘛這種說法的人如曹長青：「如果中共『消滅了一百二十萬藏人』，也就是消滅了一九五○年的藏人的百分之四十，那麼西藏人口從剩下的一百八十萬增加到六百萬，竟在共產黨統治下增長了二點六倍！這從醫學上、生理上說，是驚人的奇蹟。對此奇蹟，可以有兩種解釋，一種是：中共消滅了一百二十萬藏人後，對剩下的藏人予極其優厚的醫藥條件和生活待遇，任何人不會相信這一解釋；那就只剩下了另一種解釋：達賴喇嘛所說的『中共消滅了一百二十萬藏人』是個『彌天大謊』。」他認為中共殺害的藏人不到二十萬。艾略特·史伯嶺教授認為，死亡人數只有在中國開放檔案之後才能確定，但是從多種不同來源（如玉樹發現的幾處亂葬坑、1982年人口普查顯示藏區男性比例遠低於女性、體制內一位官員的自傳、玉樹某寺1958年還在世的所有拉章首座都於當年死亡等）判斷，藏人大屠殺的存在毫無疑問。
又反駁達賴喇嘛所言以前西藏是和諧的樂土，指出當時大部份西藏人被迫作農奴，受到許多不人道待遇，並引用藏學家梅尔文·戈尔斯坦的文獻，指出絕大多數西藏人都是農奴，須要納稅、做勞役，所生子女的歸屬權都要由農奴的主人決定，農奴要結婚和暫時離開所屬莊園，也要等到農奴主人的許可。
他又抨擊藏人受過度欺壓的言論，反指中國政府在西藏興建基本設施，每年給予大量金錢物質援助，令拉薩生活質素與北京等齊，又給予藏民免費醫療和教育。政府也優待藏傳佛教，出鉅額修復寺廟，又發放薪俸給喇嘛，資助大規模宗教活動。而政府限制喇嘛數目，是為避免舊西藏大量男子當喇嘛，完全不事生產，婦女被迫代替他們作粗重勞動，又令女子難以結婚，很多單身母親出現的情況重演；但即使如此，現時喇嘛佔西藏人口比例，比起以佛教為國教的泰國，還要高出三倍。他觀察到現時西藏人的不滿，不是因為物質需要得不到滿足，也不是出於政治訴求，而是藏民極度重視來世，故此聽從喇嘛，而一些喇嘛因為失去舊西藏時代的特權，經常帶頭鬧事，藏民也就響應。他也對達賴喇嘛回到西藏統治的可能性作了假想，認為如果此情況發生，離開了內地補貼的西藏經濟將大幅惡化，而流亡政府/中共藏幹，流亡藏人/本土藏人之間存在嚴重矛盾，可能爆發內亂，達賴喇嘛難以鞏固其統治。

## 評價
有人認為，徐明旭是為中共講話的“體制內”人士。藏人桑傑嘉和扎仁博稱他為中國政府海外『御用寫手』，『無知和偏見』。
中國官媒《人民日报》2008年、2009年分別刊登了徐明旭攻擊達賴喇嘛的文章。
曹长青認為，徐明旭是以大国沙文主义观点论述西藏问题，以‘大一统’情结支持中共继续独裁，侵犯人權。在一場關於《天葬：西藏的命运》一書的研讨会中，徐明旭批評「達賴喇嘛以及流亡政府因為沒有藏語科技詞匯，也編不出一本科技詞典」而在流亡藏人學校要用英語教數理化、在保護西藏文化甚至不如積極編寫藏文科技詞典的中共時，曹長青認為徐明旭说「西藏人拿不出什么科技词汇，编不出什么词典」，因而指責他種族歧視。
徐沛批評徐明旭「在大陆时没资格当红卫兵，可到了海外，他却发表了一系列『反潮流』的红色谬论。」，對此徐明旭作出反駁。
自由記者和撰稿人安琪認為：「徐明旭指責"謊言"，顯然是有悖於國際主流輿論的， 很難為輿論所接受。他講的"真相"，也常常會遭到反詰。但是，他飽經滄桑的生活經歷，他被流放西藏的背景和他義無反顧的精神，不能不引起人們對他所持觀點的思考和重視。在海外新聞自由的空間裡，這種不同觀點的碰撞，希望能夠褪去政治功利與虛榮，給人們以"真實性思考"的自由。」
湯本認為：「徐明旭先生曾經受到政治批判。因此，他來到西藏工作生活多年。徐明旭先生以親身的在西藏長期的工作和生活的經歷，他以撰寫批判中國大陸文革時期醜惡現實的勇氣，他以學者的良知和客觀精神，撰寫了《陰謀與虔誠》。在與筆者通話中，他認爲，達賴喇嘛及其追隨者散佈的謠言必須澄清，事實必須彰顯。」 

## 部分著作
- 《西藏示威的真正幕後鼓動者》，《九十年代》，1991年3月號，香港。
- 《西藏問題：歷史、現狀與未來》，Center for Modern China, 1991, Somerset, NJ, USA。
- 《藏獨是民主的末日 （页面存档备份，存于）》，《北京之春》，1995年3月號。
- 《試論文革文化》，《中國之春》，1997年第1期。
- 《陰謀與虔誠：西藏騷亂的來龍去脈》，明鏡出版社，1999年，香港。

## 外部連結
- 贝思翁徐明旭的博客 （页面存档备份，存于）
- 贝思翁徐明旭的新浪博客 （页面存档备份，存于）